# Новоивановка (Рыльский район)
Новоива́новка — деревня в Рыльском районе Курской области. Входит в состав Крупецкого сельсовета.

## География
Деревня находится недалеко от реки Обеста, в 130 км западнее Курска, в 26 км западнее районного центра — города Рыльск, в 2 км от центра сельсовета — села Крупец.
Климат
Новоивановка, как и весь район, расположена в поясе умеренно континентального климата с тёплым летом и относительно тёплой зимой (Dfb в классификации Кёппена).
| Показатель                                                                   | Янв. | Фев. | Март | Апр. | Май  | Июнь | Июль | Авг. | Сен. | Окт. | Нояб. | Дек. | Год  |
| ---------------------------------------------------------------------------- | ---- | ---- | ---- | ---- | ---- | ---- | ---- | ---- | ---- | ---- | ----- | ---- | ---- |
| Средний суточный максимум, °C                                                | −3,6 | −2,5 | 3,4  | 13,2 | 19,5 | 22,8 | 25,1 | 24,4 | 18,2 | 10,8 | 3,8   | −0,8 | 11,2 |
| Средняя температура, °C                                                      | −5,7 | −5,1 | −0,3 | 8,4  | 14,8 | 18,5 | 20,8 | 19,9 | 14,1 | 7,4  | 1,6   | −2,8 | 7,6  |
| Средний суточный минимум, °C                                                 | −8,1 | −8,3 | −4,4 | 3    | 9,2  | 13,1 | 15,8 | 14,8 | 9,8  | 4,1  | −0,7  | −4,9 | 3,6  |
| Норма осадков, мм                                                            | 50   | 44   | 47   | 49   | 61   | 69   | 83   | 51   | 58   | 52   | 50    | 50   | 664  |
| Источник: Погода по месяцам c ru.climate-data.org(дата обращения: Июнь 2021) |      |      |      |      |      |      |      |      |      |      |       |      |      |

## Население
| 2002 | 2010 |
| ---- | ---- |
| 280  | ↘231 |

## Инфраструктура
Личное подсобное хозяйство. В деревне 128 домов.

## Транспорт
Новоивановка находится на автодорогах регионального значения 38К-017 (Курск — Льгов — Рыльск — граница с Украиной) и межмуниципального значения 38Н-352 (38К-017 — Гниловка), в 4,5 км от ближайшей ж/д станции Крупец (линия Хутор-Михайловский — Ворожба). Остановка общественного транспорта.
В 193 км от аэропорта имени В. Г. Шухова (недалеко от Белгорода).

## Известные уроженцы
- Чемодуров, Анатолий Владимирович (1919—1986) — советский киноактёр и кинорежиссёр.